# فور غيرلز فور هاربز
فور غيرلز فور هاربز (4 Girls 4 Harps) (أربع فتيات أربع هاربات) هي فرقة موسيقية رباعية تتكون من أربع عازفات هارب، يعزفن على هاربات تقليدية أو إلكترونية.  واعتبارًا من يونيو 2012، كان الأعضاء هم "كيزيا توماس" و"أنغاراد وين جونز" و"هارييت آدي" و"إليانور تورنر". 

## روابط خارجية
- الموقع الإلكتروني
- صفحة الفيسبوك
- المدونة
- تويتر